# اندونزی آرنا
اندونزی آرِنا یا به عبارت دیگر اندونزی آره‌نا یک سالن سرپوشیده چند منظوره در مجموعه ورزشی گلورا بونگ کارنو در جاکارتا، اندونزی است. این ورزشگاه که در ماه ژوئن ۲۰۲۳ تکمیل شد دارای حداکثر گنجایش صندلی ۱۶٬۵۰۰ نفر است و به عنوان یکی از مکان‌های برگزاری جام جهانی بسکتبال ۲۰۲۳ مورد استفاده قرار گرفت.

## تاریخچه
اندونزی به همراه فیلیپین و ژاپن به عنوان میزبان مشترک برگزاری جام جهانی بسکتبال ۲۰۲۳ تعیین شدند. با این وجود اندونزی برای برآورده کردن استانداردهای فیبا نیاز به مکان مناسبی داشت که دست‌کم دارای گنجایش ۸٬۰۰۰ صندلی باشد.مکان‌های در دسترس شامل ایستورا سنایان با ظرفیت بیشینه ۷٬۲۰۰ تماشاگر  و بریت‌اما آرِنا (The BritAma Arena) بود که فقط گنجایش ۵٬۰۰۰ تماشاگر داشت. به همین خاطر دولت تصمیم گرفت برای برگزاری جام‌ جهانی بسکتبال یک سالن سرپوشیده جدید بسازد. در جلسه‌ای که بین رئیس اتحادیه بسکتبال اندونزی و رئیس‌جمهور جوکو ویدودو برگزار شد، رئیس‌جمهور قول داد تا برای برگزاری جام جهانی بسکتبال ورزشگاهی بسازد در حالی که رئیس اتحادیه بسکتبال اندونزی درخواست کرد که ورزشگاه جدید دارای گنجایش حدوداً ۱۵٬۰۰۰ تا ۲۰٬۰۰۰ صندلی باشد.
ساخت این مکان ورزشی که هنوز برای آن نامی در نظر گرفته نشده بود در ماه دسامبر ۲۰۲۱ شروع شد. در ماه ژوئیه ۲۰۲۲، وزارت جوانان و ورزش اعلام کرد که نام این سالن سرپوشیده «اندونزی آرِنا» خواهد بود.
اندونزی آرِنا در روز ۷ اوت ۲۰۲۳، به صورت رسمی توسط رئیس‌جمهور جوکو ویدودو افتتاح شد.

## امکانات
اندونزی آرِنا یک سالن سرپوشیده چندمنظوره است که می‌تواند برای ورزش‌های مختلف در فضای سرپوشیده همچون بسکتبال، بدمینتون و والیبال و همچنین فعالیت‌های غیرورزشی مانند کنسرت مورد استفاده قرار گیرد. حداکثر ظرفیت صندلی این سالن ۱۶٬۵۰۰ نفر است که در صورت نیاز می‌تواند به‌طور موقت کاهش یابد.